# Fousseni Tangara
Fousseni Tangara, né le 12 juin 1978 à Bamako, est un footballeur international malien. Il évolue au poste de gardien de but. Il évolue actuellement à l'Union sportive de Breteuil qui évolue en division d'honneur de Picardie. 

## Sélections et statistiques
- 14 matchs en Ligue 2
- 5 matchs en National
- 89 matchs en CFA
- 13 matchs et 0 buts avec le  Mali entre 2004 et 2006.